# Villeneuve-lès-Avignon
Villeneuve-lès-Avignon là một xã trong vùng Occitanie, thuộc tỉnh Gard, quận Nîmes, tổng Villeneuve-lès-Avignon. Tọa độ địa lý của xã là 43° 58' vĩ độ bắc, 04° 47' kinh độ đông. Villeneuve-lès-Avignon nằm trên độ cao trung bình là 25 mét trên mực nước biển, có điểm thấp nhất là 10 mét và điểm cao nhất là 181 mét. Xã có diện tích 18,27 km², dân số vào thời điểm 1999 là 11.791 người; mật độ dân số là 645 người/km².

## Thông tin nhân khẩu
| 1962  | 1968  | 1975  | 1982  | 1990   | 1999   |
| ----- | ----- | ----- | ----- | ------ | ------ |
| 6.422 | 6.977 | 8.540 | 9.282 | 10.730 | 11.791 |

## Các thành phố kết nghĩa
- Rheinbach, Đức